# Emilio Alcalá Galiano
Emilio Alcalá Galiano y Valencia, IV comte de Casa Valencia, vescomte del Pontón, Gran d'Espanya (Madrid, 7 de març de 1831 - Sant Sebastià, 12 de novembre de 1914) fou un diplomàtic i polític espanyol, ministre d'estat durant el regnat d'Alfons XII.

## Biografia
Era fill de Juan Antonio Alcalá Galiano y Bermudez comte de Casa-Valencia, i pare de Juan Alcalá Galiano. Diplomàtic de carrera, fou nomenat successivament agregat en l'Ambaixada d'Espanya a Washington DC en 1854; secretari de l'ambaixada de Mèxic en 1855, secretari de l'ambaixada al Regne Unit en 1856 i secretari a l'ambaixada a Portugal en 1859. Membre del Partit Moderat, fou elegit diputat per Chinchón en 1858 i per Guadix en 1865.
En gener de 1874 fou nomenat acadèmic de la Reial Acadèmia de Ciències Morals i Polítiques Entre octubre i desembre de 1875 fou ministre d'Estat en el govern de Joaquim Jovellar i Soler durant el regnat d'Alfons XII. En 1876 fou nomenat senador per Granada i, ja com a membre del Partit Conservador, fou nomenat senador vitalici. En 1879 fou escollit membre de la Reial Acadèmia de la Llengua, i posteriorment fou ministre plenipotenciari a Lisboa i de 1895 a 1897 ambaixador d'Espanya al Regne Unit.
El palau que es va fer al passeig de la Castellana de Madrid és actualment seu del Ministeri de l'Interior d'Espanya. També era propietari del palau d'Aiete a Sant Sebastià.

## Obres
- De la libertad política en Inglaterra desde fines del siglo XV hasta 1838
- De la libertad política en Inglaterra en la época presente
- Contestación documentada al discurso del señor Muro en el Congreso, el 26 de Julio de 1899
- Mis dos viajes a América (1898)
- Estudios históricos
- Recuerdos de la juventud (1831-1854)
- Necrología del poeta Zorrilla.